# Sportinsigne van de SA
Sportinsigne van de SA (Duits: SA-Sportabzeichen) was een onderscheiding van de NSDAP, meer in het bijzonder van de SA. Na 1935 kon dit insigne ook door niet-SA'ers worden verworven.
Van dit insigne werden in de periode tussen de instelling door Adolf Hitler op 28 november 1933 tot 1937 1.052.661 exemplaren uitgereikt. Er waren bronzen, zilveren en gouden insignes. De graad die men verwierf was afhankelijk van de geleverde prestatie. De eisen die aan de kandidaten voor een Sportinsigne van de SA werden gesteld waren sterk op het militaire prestatie gericht. De mannen moesten "weerbaar" zijn. Wie zich niet aan de nationaalsocialistische idealen hield, kon het Sportinsigne van de SA ook weer worden ontnomen. Op de keerzijde staat op het zwaard dan ook "EIGENTUM D. CHEFS D. AUSBILDUNGSWESEN".
Het begrip "weerbaar" werd binnen het nationaalsocialisme verbonden met de agressieve en racistische theorieën van Adolf Hitler. Joden, mensen met "gemengd bloed" en gehandicapte Duitsers kwamen voor deze onderscheiding niet in aanmerking.
Dit insigne werd in Duitsland hoog gewaardeerd. Nazikopstukken zoals Heinrich Himmler, Karl Wolff en Arthur Nebe behaalden het Sportinsigne van de SA. Het mocht, anders dan de meeste van de onderscheidingen van de partij, ook op de uniformen van de krijgsmacht worden gedragen.
Voor de in de oorlog gewond en gehandicapt (Duits: SA-Wehrabzeichen für Kriegsversehrte) geraakte Duitsers werd op 8 oktober 1943 een speciaal insigne ingesteld. De eisen werden aan de handicap aangepast. Dit insigne, het SA Sportinsigne voor Oorlogsgewonden is herkenbaar aan de platliggende wolfsangel die op het gevest van het zwaard is gelegd. Ook hiervan bestaan gouden, zilveren en bronzen uitvoeringen.
Er was ook een Watersportinsigne van de SA (Duits: SA-Sportabzeichen für Seesport) dat in 1934 en 1935 in brons, zilver en goud werd toegekend. Dit insigne was met een anker versierd.
Op 19 januari 1939 publiceerde Adolf Hitler een besluit waarin het insigne van naam en karakter veranderde. Het werd nu het Weerbaarheidsinsigne van de SA (Duits: SA-Wehrabzeichen). Het dragen van het oude insigne werd verboden, al veranderde het uiterlijk niet. Op de keerzijde was al in 1939 "EIGENTUM DER OBERSTEN SA FÜHRUNG" komen te staan.
Voor niet-Duitsers werd in 1943 de Germaanse Prestatierune (Duits: Germanische Leistungsrune) gesticht. De eisen die aan de dragers van dit bronzen en zilveren insigne werden gesteld waren gelijk aan die van het Weerbaarheidsinsigne van de SA.

## Het insigne
Het metalen insigne lijkt op het Coburg-insigne. In beide gevallen heeft Adolf Hitler aan het ontwerp bijgedragen. Op een ronde eikenkrans met een diameter van 46 millimeter zijn een kort zwaard en een hakenkruis gelegd. Er zijn 17 uitvoeringen bekend; in verguld brons maar ook in goedkoop bronskleurig oorlogsmetaal.

## Vereisten
De kandidaten moesten een door hogere SA-leiders gecontroleerde test afleggen.
| Groep | Sectie                               | Disciplines                                                                      |
| ----- | ------------------------------------ | -------------------------------------------------------------------------------- |
| 1     | Leibesübungen (conditie)             | 100 meter sprinten, ver werpen, kogelstoten, 300 meter lopen                     |
| 2     | Grundübungen (lichamelijke oefening) | Small caliber shooting, 25 km marcheren, werpen met een handgranaatvormige knots |
| 3     | Geländesport (Veldsport)             |                                                                                  |

## Het insigne na de Tweede Wereldoorlog
Deze versierselen zijn van een hakenkruis voorzien. Dat betekent dat het verzamelen, tentoonstellen en verhandelen van deze onderscheidingen in Duitsland aan strenge wettelijke beperkingen is onderworpen.
De vier geallieerden hebben na de bezetting van Duitsland het dragen van alle Duitse orden en onderscheidingen, dus ook die uit het Duitse Keizerrijk van vóór 1918, verboden. Dat verbod is in de DDR altijd van kracht gebleven. Op 26 juli 1957 vaardigde de Bondsrepubliek Duitsland een wet uit waarin het dragen van onderscheidingen met daarop hakenkruizen of de runen van de SS werd verboden. Het dragen van dit insigne werd net als het dragen van de Orde van Verdienste van de Duitse Adelaar en het Ereteken voor de 9e November 1923, de zogenaamde "Blutorden", streng verboden. Ook het verzamelen, tentoonstellen en afbeelden van de onderscheiding werd aan strenge regels gebonden. Een aantal onderscheidingen werd ontdaan van de hakenkruizen en soms van hakenkruis en adelaar. In deze gedenazificeerde uitvoering mochten de onderscheidingen worden gedragen. Met dit insigne is dat niet het geval.